# 川村深雪
川村 深雪（かわむら みゆき、1927年 - ）はピアニスト、ハンドベル指揮者。東京芸術大学卒業、元創価大学教授。

## 人物

### ピアニスト活動
川村はピアニストとして、日本の西洋音楽の初期の受容において、とりわけフランス近・現代の作品や、シェーンベルク等の現代音楽作品の演奏と紹介に貢献した人物である。また歌曲や合唱曲の伴奏者としても知られた。東京芸術大学に学び、この頃、山田耕筰より直接に指導も受けている。
1940年代から1950年代、福澤アクリヴィの来日の際に主たるピアノ伴奏者をつとめた。この時、福澤と川村は、1950年代の日本においてはほとんど知られていなかったフォーレ、ドビュッシー、フランクの歌曲などを演奏している。
特筆すべきは1954年8月3日、実験工房主催により指揮者入野義朗、福澤アクリヴィらとともにシェーンベルクの「月に憑かれたピエロ」の日本初演を行ったことである。その後、同じメンバーにより同年10月9日にやはり実験工房主催の演奏会で、公開初演もされた（山葉ホール）。1954年8月3日の放送初演の記録は幸いにも残されており、2001年にビクターよりCD復刻されている。
1964年にTBSの委嘱で作曲された高田三郎の混声合唱組曲「水のいのち」の初演の際、川村深雪はピアノ伴奏をつとめている（この時の演奏は日本合唱協会、指揮者は山田和男である）。また同じ年の1964年に、中田喜直作曲の混声合唱組曲「昇天」を演奏している。
中田喜直「六つの子供の歌」「昇天」、高田三郎「水のいのち」により、川村深雪は芸術祭奨励賞を受賞。1970年には、ソプラノ歌手伊藤京子による「中田喜直歌曲集」のピアノ伴奏で芸術祭優秀賞も受賞している。
1981年には「琴とピアノのための幻想曲“周桜”」を作曲。1983年に創価大学第4次訪中団として、北京その他で同曲を演奏している。

### ハンドベル指導者
彼女はまたハンドベル指導者としても知られる。1987年7月に創価大学ゴールデンベルリンガーズ（当初は学内のハンドベル愛好会）が学内で発足され、その指導に川村はあたる。このチームは彼女の指揮・指導の下、高度なハンドベル編曲、演奏を行った。それ以前のハンドベル演奏では取り上げられなかったポップソングや歌謡曲、ジャズ・ナンバー、クラシック作品などを意欲的に取り上げ、日本ハンドベル連盟からもその演奏技術や指導方法は高く評価された。また前田憲男は同団体の演奏を「一生のうちにめったに聴けるものではないシロモノ」と評している。彼は創価大学ゴールデンベルリンガーズの演奏技術を高く評価し、「ドレミの歌」「チャタヌーガ・チュー・チュー」「A列車で行こう」「タイースの瞑想曲」「ストリングスの休日」などを、同団体のためにハンドベル用に編曲もしている。

彼女の指導した創価大学ゴールデンベルリンガーズの演奏活動の幅は非常に広く、1990年から1994年まで5年連続で東京ディズニーランドミュージック・フェスティバルに出演。また1992年には前田憲男音楽監督による演奏会「TOPS4」にゲスト出演・共演をしている。

## 主な演奏記録・音源

### ピアノ伴奏
- 「さくら横ちょう 中田喜直の世界」伊藤京子（ソプラノ独唱）、川村深雪（ピアノ）他（キングレコード、KICG-3095）
- 「石井歓 合唱名作選」山田一雄指揮、東京アカデミー混声合唱団、早大グリークラブ、森田克子（ソプラノ独唱）、川村深雪（ピアノ）他（キングレコード、SKD-7011）
- 「乙女の郷愁〜旧制高等女学生　愛唱歌集」（川村深雪は収録曲中、シューマン「流浪の民」のみにピアノ伴奏として参加）（日本コロムビア、BLS-4013・4014）
- 「日本の合唱 上」（川村深雪は収録曲中、高田三郎「水のいのち」のみにピアノ伴奏として参加。若杉弘指揮、東京混声合唱団）（ビクター、SVJ-1058・1059・1060）
- 「美しき星の下に 福澤アクリヴィ」、福澤アクリヴィ（ソプラノ独唱）、入野義朗（指揮）、岩淵龍太郎（ヴァイオリン）、高橋安治（フルート）、大橋幸夫（クラリネット）、佐藤誠（バス・クラリネット）、松下修也（チェロ）、川村深雪（ピアノ）（ビクター、VICC-60109）

### ハンドベル演奏音源
- 「櫻花〜SAKURA〜」川村深雪（指揮）、創価大学ゴールデンベルリンガーズ（日本コロムビア、1990年）
- 「GOLDEN-BELL RINGERS」川村深雪（ピアノ&指揮）、創価大学ゴールデンベルリンガーズ（ソニー、1997年、SGBR-97527）
- 「SOKA UNIVERSITY GOLDEN-BELL RINGERS」（上記のCDより6曲のみを収録、SGBR-97528、2001年）
- 「TITAN」創価グロリア吹奏楽団、佐川聖二（指揮）、麻生かほ里（語り）、創価大学ゴールデンベルリンガーズ、川村深雪（ハンドベル指揮）（CAFUA、CACG-0055）2004年2月22日、東京芸術劇場大ホールにて実況録音盤